# 建州 (渤海国)
建州，渤海国的率宾府所领三州之一。
建州治所在黑龙江省东宁市大城子古城。一说在俄罗斯双城子或对岸的克拉斯诺雅尔山城。旧考渤海建州者，往往以今吉林省敦化市附近敖东城（长白山鄂多理城）。辽朝灭渤海，建州百姓大部分被辽太祖迁居今辽宁省北镇市境，设置康州，辽朝中京道另有建州，非渤海国建州移置。